# ماولر (کمیک)
ماولر (به انگلیسی: Mauler) نام دو شخصیت تخیلی و ابرتبه‌کارانه در کتاب‌های کامیک می‌باشد. آرون سومز به دست دیوید میشلینی و فرانک میلر خلق شده و در بی‌باک شماره ۱۶۷ام (نوامبر ۱۹۸۰) معرفی شد. برندان دویل، دومین ماولر، به دست دیوید میشلینی، جان رومینتا، پسر و پابلو مارکوس خلق شده و در مرد آهنی شماره ۱۵۶ام (مارس ۱۹۸۲) معرفی شد.
جدا از کتاب‌های کامیک، شرکت مارول از ماولر در دیگر کالاهای خود از جمله پوشاک، اسباب‌بازی، ورق بازی، انیمیشن‌های تلویزیونی و بازی‌های رایانه‌ای استفاده کرده است.